# Grumello de' Zanchi
Grumello de' Zanchi [ɡɾuˈmɛlːo deˈʣːaŋki] (Grömèl de’ Zanchi [ɡɾøˈmɛl dɛˈzaŋki] in dialetto bergamasco) è una frazione del comune bergamasco di Zogno posta in altura rispetto al capoluogo.

## Storia
La località è un piccolo villaggio agricolo di antica origine, frazione del comune di Poscante fino al 1453, quando il governo della Repubblica di Venezia lo costituì in municipio a sé stante. I due paesi costituirono comunque sempre due diverse parrocchie. 
Il paese tornò frazione dopo tre secoli e mezzo su ordine di Napoleone, ma gli austriaci annullarono la decisione al loro arrivo nel 1815 con il Regno Lombardo-Veneto.
Dopo l'unità d'Italia il paese crebbe da duecento a più di trecento abitanti. Fu il fascismo a decidere la soppressione del comune unendolo a Zogno.
In questo comune il 18 dicembre 1773 nacque Vincenzo Pacchiana.
Nella frazione vi è la chiesa parrocchiale di chiesa di Santa Maria Assunta risalente al XIII secolo.